# Lista de episódios de Coop & Cami Ask the World
Aqui segue-se uma lista de episódios de Coop & Cami Ask the World. Estreou no país original a 12 de outubro de 2018.
Em Portugal, a série estreou no Disney Channel a 25 de maio de 2019, depois do filme Kim Possible.

## Episódios
| Temporada | Temporada | Episódios | Exibição original     | Exibição original      | Exibição em Portugal | Exibição em Portugal   | Exibição no Brasil     | Exibição no Brasil     |
| Temporada | Temporada | Episódios | Estreia de temporada  | Final de temporada     | Estreia de temporada | Final de temporada     | Estreia de temporada   | Final de temporada     |
| --------- | --------- | --------- | --------------------- | ---------------------- | -------------------- | ---------------------- | ---------------------- | ---------------------- |
|           | 1         | 21        | 12 de outubro de 2018 | 13 de abril de 2019    | 25 de maio de 2019   | 19 de novembro de 2019 | 3 de fevereiro de 2019 | 27 de dezembro de 2019 |
|           | 2         | 28        | 5 de outubro de 2019  | 11 de setembro de 2020 | 6 de abril de 2020   | —                      | 6 de abril de 2020     | 30 de abril de 2021    |

### 1ª Temporada (2018-19)
| # | #  | Título | Dirigido por       | Escrito por                            | Estreias                                                           | Código de produção | Audiência (em milhões) |
| --- | -- | --- | ------------------ | -------------------------------------- | ------------------------------------------------------------------ | ------------------ | ---------------------- |
| 1 | 1  | "Preferiam Levar a Vossa Mãe à Festa da Escola? (PT) Prefere Levar a Sua Mãe pra Festa da Escola? (BR)" "Would You Wrather Take Your Mom to the School Dance?" | David Kendall      | Boyce Bugliari e Jamie McLaughlin      | 12 de outubro de 2018 25 de maio de 2019 3 de fevereiro de 2019    | 101                | 0.65                   |
| Coop e Cami descobrem que a mãe quer voltar a sair com outras pessoas e o primeiro encontro é com o diretor da escola. |    | |                    |                                        |                                                                    |                    |                        |
| 2 | 2  | "Preferiam Ter Um Hipopótamo? (PT) Prefere Ter um Hipopótamo? (BR)" "Would You Wrather Have a Hippo?"                                                          | David Kendall      | Boyce Bugliari e Jamie McLaughlin      | 19 de outubro de 2018 28 de maio de 2019 9 de fevereiro de 2019    | 102                | 0.59                   |
| Sem querer, Coop revela aos Fãs Wrather que Cami ainda dorme com o seu hipopótamo de peluche Ho-Ho e quando o hipopótamo é doado, acidentalmente, a um programa de doação de brinquedos, Fred e Coop tentam resolver a situação. |    | |                    |                                        |                                                                    |                    |                        |
| 3 | 3  | "Preferiam Enfiar uma Meia na Boca? (PT) Prefere Tampar com Uma Meia? (BR)" "Would You Wrather Put a Sock in It?"                                              | David Kendall      | Greg Schaffer                          | 26 de outubro de 2018 29 de maio de 2019 16 de fevereiro de 2019   | 103                | 0.65                   |
| Na ausência do pai, Coop começa a arranjar várias coisas em casa, mas descobre que é péssimo e Cami conserta os seus erros secretamente.                                                                                         |    | |                    |                                        |                                                                    |                    |                        |
| 4 | 4  | "Preferiam Ter Calças de Batata? (PT) Prefere Usar Calças de Batata? (BR)" "Would You Wrather Potato Pants?"                                                   | David Kendall      | Boyce Bugliari e Jamie McLaughlin      | 2 de novembro de 2018 30 de maio de 2019 23 de fevereiro de 2019   | 104                | 0.53                   |
| Charlotte pede ajuda a Coop e a Cami para entrar para o popular grupo musical da escola, os Glamtronics. |    | |                    |                                        |                                                                    |                    |                        |
| 5 | 5  | "Preferiam Ser os Melhores Amigos do Diretor? (PT) Prefere Ser Melhor Amigo do Diretor? (BR)" "Would You Wrather Be the Principal's BFF?"                      | David Kendall      | Erica Spates e Sam Littenberg-Weisberg | 9 de novembro de 2018 10 de junho de 2019 2 de março de 2019       | 105                | 0.66                   |
| Coop é rejeitado na escola quando os colegas pensam que é amigo do Diretor Walker. |    | |                    |                                        |                                                                    |                    |                        |
| 6 | 6  | "Preferiam Desaparecer? (PT) Prefere Se Perder? (BR)" "Would You Wrather Get Lost?"                                                                            | David Kendall      | Dan Cross e David Hoge                 | 16 de novembro de 2018 11 de junho de 2019 9 de março de 2019      | 106                | 0.83                   |
| Coop e Cami perdem Ollie no centro comercial e têm de encontrá-lo antes que Jenna descubra e o tire do programa. |    | |                    |                                        |                                                                    |                    |                        |
| 7 | 7  | "Preferiam Fazer um Trenó? (PT) Prefere Fazer um Trenó? (BR)" "Would You Wrather Build a Sled?"                                                                | Robbie Countryman  | Liz Suggs                              | 30 de novembro de 2018 12 de junho de 2019 16 de março de 2019     | 109                | 0.61                   |
| Quando Charlotte desiste da tradição anual de jogar trenólingue e prefere uma tarde com as amigas, Cami tenta sabotar a festa da irmã.                                                                                           |    | |                    |                                        |                                                                    |                    |                        |
| 8 | 8  | "Preferiam Enfurecer um Alce? (PT) Prefere Irritar um Alce? (BR)" "Would You Wrather Get a Moose Angry?"                                                       | Jody Margolin Hahn | Maiya Williams                         | 7 de dezembro de 2018 dezembro de 2019 23 de março de 2019         | 111                | 0.63                   |
| Os miúdos tentam realizar o sonho de Jenna de ter um Natal típico dos Wrather. |    | |                    |                                        |                                                                    |                    |                        |
| 9 | 9  | "Preferiam Ser Cor de Laranja? (PT) Prefere Ficar Laranja? (BR)" "Would You Wrather Be Orange?"                                                                | Jody Margolin Hahn | Erica Spates e Sam Littenberg-Weisberg | 19 de janeiro de 2019 13 de junho de 2019 7 de maio de 2019        | 110                | 0.55                   |
| Coop e Fred tentam descodificar as mensagens de Peyton para tentarem descobrir se ela ainda gosta de Coop. Cami zanga-se com o Diretor Walker.                                                                                   |    | |                    |                                        |                                                                    |                    |                        |
| 10 | 10 | "Preferiam Fugir? (PT) Prefere Escapar? (BR)" "Would You Wrather Escape?"                                                                                      | Wendy Faraone      | Dan Cross e David Hoge                 | 26 de janeiro de 2019 24 de junho de 2019 8 de maio de 2019        | 108                | 0.52                   |
| Coop usa um Jogo de Fuga como pretexto para obrigar Cami e Fred a resolverem os seus problemas. |    | |                    |                                        |                                                                    |                    |                        |
| 11 | 11 | "Preferiam ser o Coração ou o Martelo? (PT) Prefere Ser o Coração ou o Martelo? (BR)" "Would You Wrather Be the Heart or the Hammer?"                          | Robbie Countryman  | Lena Kouyoumdjian                      | 2 de fevereiro de 2018 25 de junho de 2019 7 de maio de 2019       | 107                | 0.73                   |
| Coop e Cami descobrem que o ringue de patinagem vai fechar. Jenna pede ajuda a Charlotte e a Ollie para vender uma casa. |    | |                    |                                        |                                                                    |                    |                        |
| 12 | 12 | "Preferiam Ir Viver para o Canadá? (PT) Prefere Se Mudar pro Canadá? (BR)" "Would You Wrather Move to Canada?"                                                 | Trevor Kirschner   | Greg Schaffer                          | 9 de fevereiro de 2019 26 de junho de 2019 10 de maio de 2019      | 112                | 0.56                   |
| Coop está triste por Peyton ir viver para o Canadá e não parecer preocupada por ir embora30. |    | |                    |                                        |                                                                    |                    |                        |
| 13 | 13 | "Preferiam Perder um Luau? (PT) Prefere Perder um Luau? (BR)" "Would You Wrather Lose a Luau?"                                                                 | Jon Rosenbaum      | Dan Cross e David Hoge                 | 16 de fevereiro de 2019 11 de novembro de 2019 11 de maio de 2019  | 114                | 0.47                   |
| Quando Cami perde o dinheiro da maratona de dança da escola, a única pessoa disposta a ajudá-la é a nova e excêntrica colega de escola chamada Delaware.                                                                         |    | |                    |                                        |                                                                    |                    |                        |
| 14 | 14 | "Preferiam Ter Uma Barba? (PT) Prefere Ter Uma Barba? (BR)" "Would You Wrather Have a Beard?"                                                                  | Trevor Kirschner   | Boyce Bugliari e Jamie McLaughlin      | 23 de fevereiro de 2019 11 de novembro de 2019 3 de agosto de 2019 | 113                | 0.47                   |
| Jenna promete que se os filhos tiverem boas notas, farão uma viagem de família, mas quando Charlotte tem uma nota má, a viagem fica em risco.                                                                                    |    | |                    |                                        |                                                                    |                    |                        |
| 15 | 15 | "Preferiam Apanhar um Peixe? (PT) Prefere Pegar um Peixe? (BR)" "Would You Wrather Catch a Fish?"                                                              | Jon Rosenbaum      | William Luke Schrieber                 | 2 de março de 2019 12 de novembro de 2019 10 de agosto de 2019     | 115                | 0.55                   |
| Coop decide que é da sua responsabilidade ensinar Ollie a pescar, mas quando o barco fica sem combustível, Coop, Ollie e Fred ficam presos no meio do lago.                                                                      |    | |                    |                                        |                                                                    |                    |                        |
| 16 | 16 | "Preferiam Tomar um Duche de Minhocas? (PT) Prefere Tomar um Banho de Minhoca? (BR)" "Would You Wrather Take a Worm Shower?"                                   | Shannon Flynn      | Boyce Bugliari e Jamie McLaughlin      | 9 de março de 2019 13 de novembro de 2019 17 de agosto de 2019     | 116                | 0.64                   |
| Fred tem medo que Coop roube o seu novo amigo. |    | |                    |                                        |                                                                    |                    |                        |
| 17 | 17 | "Preferiam Perder um Recorde? (PT) Prefere Quebrar Um Recorde? (BR)" "Would You Wrather Wreck a Record?"                                                       | Wendy Faraone      | Lena Kouyoumdjian                      | 16 de março de 2019 14 de novembro de 2019 24 de agosto de 2019    | 117                | 0.49                   |
| Cami perde a confiança quando se deixa afetar por Minty durante um torneio de tiro de arco. |    | |                    |                                        |                                                                    |                    |                        |
| 18 | 18 | "Preferiam Recuar? (PT) Prefere Desistir? (BR)" "Would You Wrather Back Down?"                                                                                 | Wendy Faraone      | Erica Spates e Sam Littenberg-Weisberg | 23 de março de 2019 18 de novembro de 2019 24 de dezembro de 2019  | 118                | 0.65                   |
| Quando Coop e Cami descobrem que há apenas um lugar no Clube de Teatro, discutem sobre quem o irá ocupar. |    | |                    |                                        |                                                                    |                    |                        |
| 19 | 19 | "Preferiam Ter uma Cara Estranha? (PT) Prefere Ter Cara de Dançar? (BR)" "Would You Wrather Have Dance Face?"                                                  | Jody Margolin Hahn | Dan Cross e David Hoge                 | 30 de março de 2019 18 de novembro de 2019 25 de dezembro de 2019  | 119                | 0.46                   |
| Cami e Delaware fazem audições para a companhia de dança da escola, mas quando Cami descobre que Delaware faz uma cara estranha a dançar, receia que possam não entrar na companhia.                                             |    | |                    |                                        |                                                                    |                    |                        |
| 20 | 20 | "Preferiam Dançar? (PT) Prefere Só Dançar? (BR)" "Would You Wrather Just Dance?"                                                                               | Jody Margolin Hahn | Greg Schaffer                          | 6 de abril de 2019 19 de novembro de 2019 26 de dezembro de 2019   | 120                | 0.54                   |
| Quando Cami descobre que não entrou na Companhia de Dança porque passa muito tempo a fazer o "Preferiam?", decide provar que é capaz de fazer as duas coisas.                                                                    |    | |                    |                                        |                                                                    |                    |                        |
| 21 | 21 | "Preferiam Ajudar um Wrather? (PT) Prefere Ajudar a um Wrather? (BR)" "Would You Wrather Help a Wrather?"                                                      | Robbie Countryman  | Boyce Bugliari e Jamie McLaughlin      | 13 de abril de 2019 19 de novembro de 2019 27 de dezembro de 2019  | 121                | 0.52                   |
| Coop esforça-se por concluir os desafios do programa sem Cami, agora que ela desistiu para se dedicar à dança a tempo inteiro.                                                                                                   |    | |                    |                                        |                                                                    |                    |                        |

### 2ª Temporada (2019-20)
| # | #  | Título | Dirigido por       | Escrito por                            | Estreias                                                     | Código de produção | Audiência (em milhões) |
| --- | -- | --- | ------------------ | -------------------------------------- | ------------------------------------------------------------ | ------------------ | ---------------------- |
| 22 | 1  | "Preferiam Caçar um Coelho Malvado? (PT) Você Prefere Capturar Um Coelho Malvado? (BR)" "Would You Wrather Catch an Evil Bunny?"                          | Robbie Countryman  | Boyce Bugliari e Jamie McLaughlin      | 5 de outubro de 2019 outubro de 2020 6 de abril de 2020      | 205                | 0.51                   |
| 23 | 2  | "Preferiam Cantar ou Voar? (PT) Você Prefere Cantar ou Voar? (BR)" "Would You Wrather Sing or Fly?"                                                       | David Kendall      | Boyce Bugliari e Jamie McLaughlin      | 12 de outubro de 2019 6 de abril de 2020 7 de abril de 2020  | 201                | 0.56                   |
| Charlotte pede a Coop para fazer parte do seu grupo musical durante uma semana, o que o afasta temporariamente do "Preferiam?". Cami tem dificuldade em aceitar a ideia de "partilhar" o irmão. |    | |                    |                                        |                                                              |                    |                        |
| 24 | 3  | "Preferiam Ser o Elo Mais Fraco? (PT) Você Prefere Ser o Elo Mais Fraco? (BR)" "Would You Wrather Be the Weakest Link?"                                   | David Kendall      | Chris Peterson e Bryan Moore           | 19 de outubro de 2019 7 de abril de 2020 8 de abril de 2020  | 202                | 0.52                   |
| Cami descobre que Tara planeia substituir Delaware na grupo de dança e fica zangada quando percebe que pode ter sido por sua causa.                                                             |    | |                    |                                        |                                                              |                    |                        |
| 25 | 4  | "Preferiam Tirar Uma Selfie? (PT) Você Prefere Tirar Uma Selfie? (BR)" "Would You Wrather Get a Selfie?"                                                  | Jody Margolin Hahn | Randi Barnes                           | 26 de outubro de 2019 8 de abril de 2020 9 de abril de 2020  | 204                | 0.50                   |
| Cami e Fred estão entusiasmados por ver a sua banda favorita num concerto, mas quando Cami recebe um bilhete VIP individual tem de decidir o quão importante é a amizade de Fred.               |    | |                    |                                        |                                                              |                    |                        |
| 26 | 5  | "Preferiam Ter Um Telemóvel Avariado? (PT) Você Prefere Ter Um Celular Travado? (BR)" "Would You Wrather Have a Frozen Phone?"                            | Danielle Fishel    | Kelly Hannon                           | 2 de novembro de 2019 9 de abril de 2020 10 de abril de 2020 | 206                | 0.46                   |
| Cooper está nervoso por causa do teste de Bombeiro Júnior, mas toda a gente garante que ele vai passar porque o seu pai era bombeiro.                                                           |    | |                    |                                        |                                                              |                    |                        |
| 27 | 6  | "Preferiam Fazer Parte do Quadro de Honra? (PT) Você Prefere Conseguir Honra ao Mérito?? (BR)" "Would You Wrather Get High Honors?"                       | Wendy Faraone      | Boyce Bugliari e Jamie McLaughlin      | 9 de novembro de 2019 13 de abril de 2020                    | 209                | 0.60                   |
| 28 | 7  | "Preferiam Ser Apanhados no Meio? (PT) Você Prefere Estar em Um Fogo Cruzado? (BR)" "Would You Wrather Be Caught in the Middle?"                          | Wendy Faraone      | Chris Peterson e Bryan Moore           | 16 de novembro de 2019 14 de abril de 2020                   | 210                | 0.48                   |
| 29 | 8  | "Preferiam Viver num Iglu? (PT) Você Prefere Morar Num Iglu? (BR)" "Would You Wrather Live in an Igloo?"                                                  | Robbie Countryman  | Joanne Lee                             | 23 de novembro de 2019 15 de abril de 2020                   | 208                | 0.47                   |
| 30 | 9  | "Preferiam Perder os Vossos Presentes? (PT) Você Prefere Ficar Sem Presentes? (BR)" "Would You Wrather Lose Your Presents?"                               | Robbie Countryman  | Maiya Williams                         | 7 de dezembro de 2019 dezembro de 2020                       | 207                | 0.36                   |
| 31 | 10 | "Preferiam Fazer Skate À Volta da Vossa Irmã? (PT) Você Prefere Patinar Em Volta de Sua Irmã? (BR)" "Would You Wrather Skate Circles Around Your Sister?" | Kelly Park         | Randi Barnes                           | 23 de março de 2020 30 de novembro de 2020                   | 219                | 0.42                   |
| 32 | 11 | "Preferiam Ver um Furão? (PT) Você Prefere Vigiar Um Furão? (BR)" "Would You Wrather Watch a Ferret?"                                                     | Kelly Park         | Wesley Jermaine Johnson e Scott Taylor | 24 de março de 2020 16 de abril de 2020                      | 211                | 0.42                   |
| 33 | 12 | "Preferiam Mergulhar? (PT) Você Prefere Mergulhar? (BR)" "Would You Wrather Take a Dive?"                                                                 | Trevor Kirschner   | Boyce Bugliari e Jamie McLaughlin      | 25 de março de 2020 21 de setembro de 2020                   | 212                | 0.41                   |
| 34 | 13 | "Preferiam Ter um Recorde Mundial? (PT) Você Prefere Ter um Recorde Mundial? (BR)" "Would You Wrather Have a World Record?"                               | Sonia Bhalla       | Boyce Bugliari e Jamie McLaughlin      | 26 de março de 2020 22 de setembro de 2020                   | 213                | 0.45                   |
| 35 | 14 | "Preferiam Fazer 13? (PT) Você Prefere Fazer 13 Anos? (BR)" "Would You Wrather Turn 13?"                                                                  | Trevor Kirschner   | Randi Barnes                           | 27 de março de 2020 23 de setembro de 2020                   | 214                | 0.48                   |
| 36 | 15 | "Preferiam Deitar Fora um Amigo? (PT) Você Prefere Jogar um Amigo Fora? (BR)" "Would You Wrather Trash a Friend?"                                         | Wendy Faraone      | Matt Roman                             | 3 de abril de 2020 24 de setembro de 2020                    | 215                | 0.32                   |
| 37 | 16 | "Preferiam Ter a Vossa Mãe a Chatear-vos? (PT)" "Would You Wrather Have Mom Bust You Out?"                                                                | Guy Distad         | Wesley Jermaine Johnson e Scott Taylor | 10 de abril de 2020 1 de dezembro de 2020                    | 216                | 0.39                   |
| 38 | 17 | ASA "Would You Wrather Lose Your Bestie?" | Jon Rosenbaum      | Chris Peterson e Bryan Moore           | 1 de junho de 2020 2 de dezembro de 2021                     | 222                | 0.34                   |
| 39 | 18 | ASA "Would You Wrather Have a Secret Admirer?" | Morenike Joela     | Boyce Bugliari e Jamie McLaughlin      | 2 de junho de 2020 3 de dezembro de 2021                     | 223                | 0.32                   |
| 40 | 19 | "Preferiam Viver com o Kramsky? (PT) Você Prefere Morar Com o Kramsky? (BR)" "Would You Wrather Live with Kramsky?"                                       | Bryan McKenzie     | Boyce Bugliari e Jamie McLaughlin      | 3 de junho de 2020 4 de dezembro de 2020                     | 218                | 0.33                   |
| 41 | 20 | ASA "Would You Wrather Go to Prom?" | Wendy Faraone      | Boyce Bugliari e Jamie McLaughlin      | 4 de junho de 2020 22 de março de 2021                       | 225                | 0.38                   |
| 42 | 21 | ASA "Would You Wrather Say Goodbye?" | Wendy Faraone      | Randi Barnes                           | 5 de junho de 2020 23 de março de 2021                       | 224                | 0.37                   |
| 43 | 22 | ASA "Would You Wrather Dress Like a Pilgrim?" | Wendy Faraone      | Wesley Jermaine Johnson e Scott Taylor | 12 de junho de 2020 24 de março de 2021                      | 226                | 0.35                   |
| 44 | 23 | ASA "Would You Wrather Crash a Wedding?" | Danielle Fishel    | Bryan Moore e Chris Peterson           | 19 de junho de 2020 25 de março de 2021                      | 227                | 0.38                   |
| 45 | 24 | ASA "Would You Wrather Rip Your Pants?" | Jody Margolin Hahn | Boyce Bugliari e Jamie McLaughlin      | 26 de junho de 2020 26 de março de 2021                      | 228                | 0.42                   |
| 46 | 25 | "Preferiam Ser os Wagners? (PT) Você Prefere Ser os Wagners? (BR)" "Would You Wrather Be the Wagners?"                                                    | Robbie Countryman  | Chris Peterson e Bryan Moore           | 17 de julho de 2020 9 de abril de 2021                       | 217                | 0.30                   |
| 47 | 26 | "Preferiam Ter um Porco num Chapéu de Cowboy? (PT)" "Would You Wrather Have a Pig in a Cowboy Hat?"                                                       | Jon Rosenbaum      | Kelly Hannon                           | 7 de agosto de 2020 16 de abril de 2021                      | 220                | 0.29                   |
| 48 | 27 | "Preferiam Mudar-se? (PT)" "Would You Wrather Move?" | Robbie Countryman  | Boyce Bugliari e Jamie McLaughlin      | 14 de agosto de 2020 23 de abril de 2021                     | 221                | 0.32                   |
| 49 | 28 | "Preferiam Ter Um Dia de Neve? (PT)" "Would You Wrather Have a Snow Day?"                                                                                 | Jody Margolin Hahn | Wesley Jermaine Johnson e Scott Taylor | 11 de setembro de 2020 30 de abril de 2021                   | 203                | 0.43                   |